# Harp Island
Harp Island (von englisch harp ‚Harfe‘) ist eine kleine Insel im Archipel der Biscoe-Inseln vor der Graham-Küste des Grahamlands auf der Antarktischen Halbinsel. Sie liegt zwischen den Inseln Beer Island und Upper Island sowie 13 km westlich des Prospect Point vor der Holtedahl Bay. 
Teilnehmer der British Graham Land Expedition (1934–1937) unter der Leitung des australischen Polarforschers John Rymill kartierten sie und nahmen die Benennung vor. Namensgebend ist die Form der Insel, die an eine Harfe erinnert.